# Miniatury manuskryptów ormiańskich

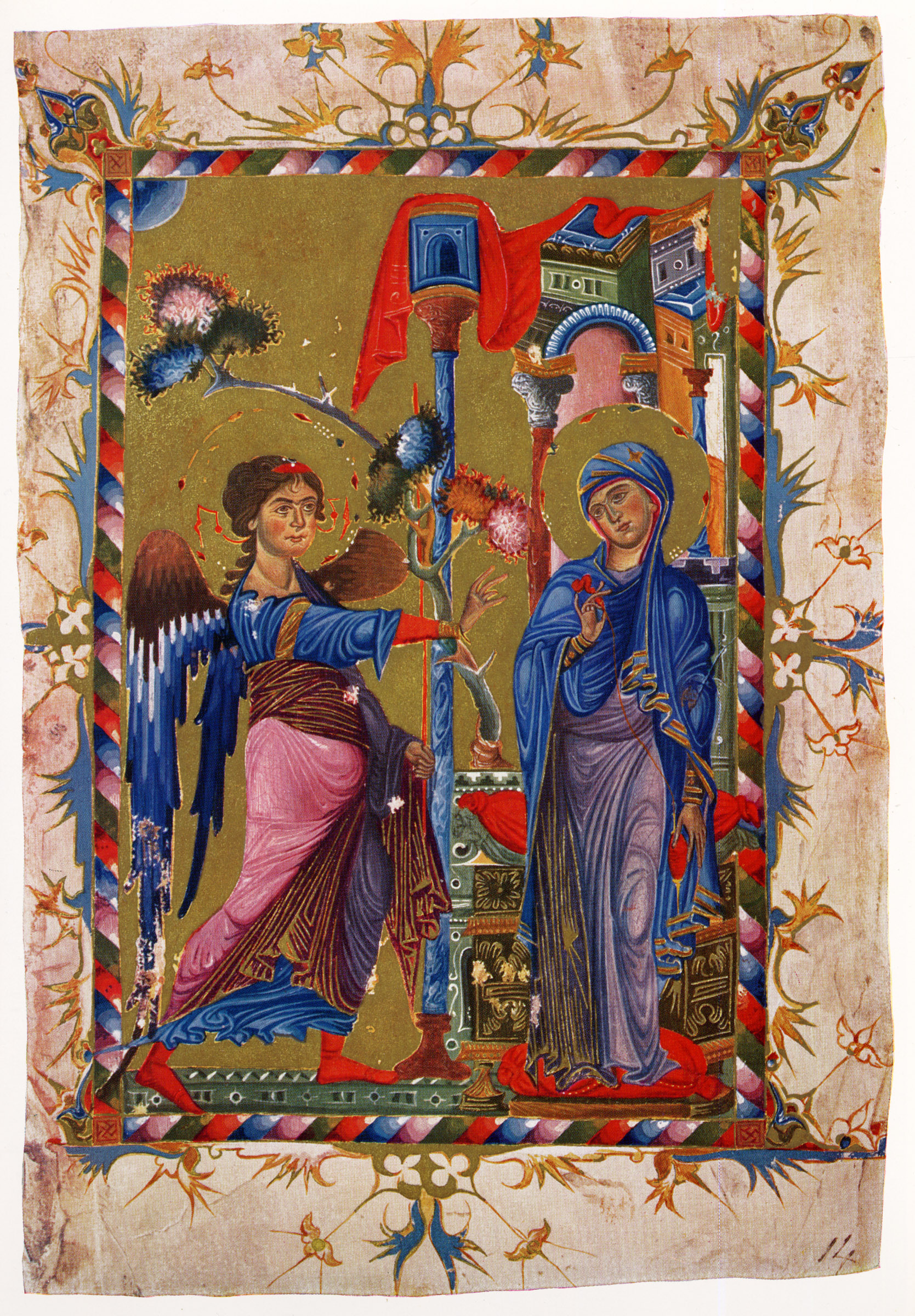
Scena Zwiastowania z rękopisu XIII w.

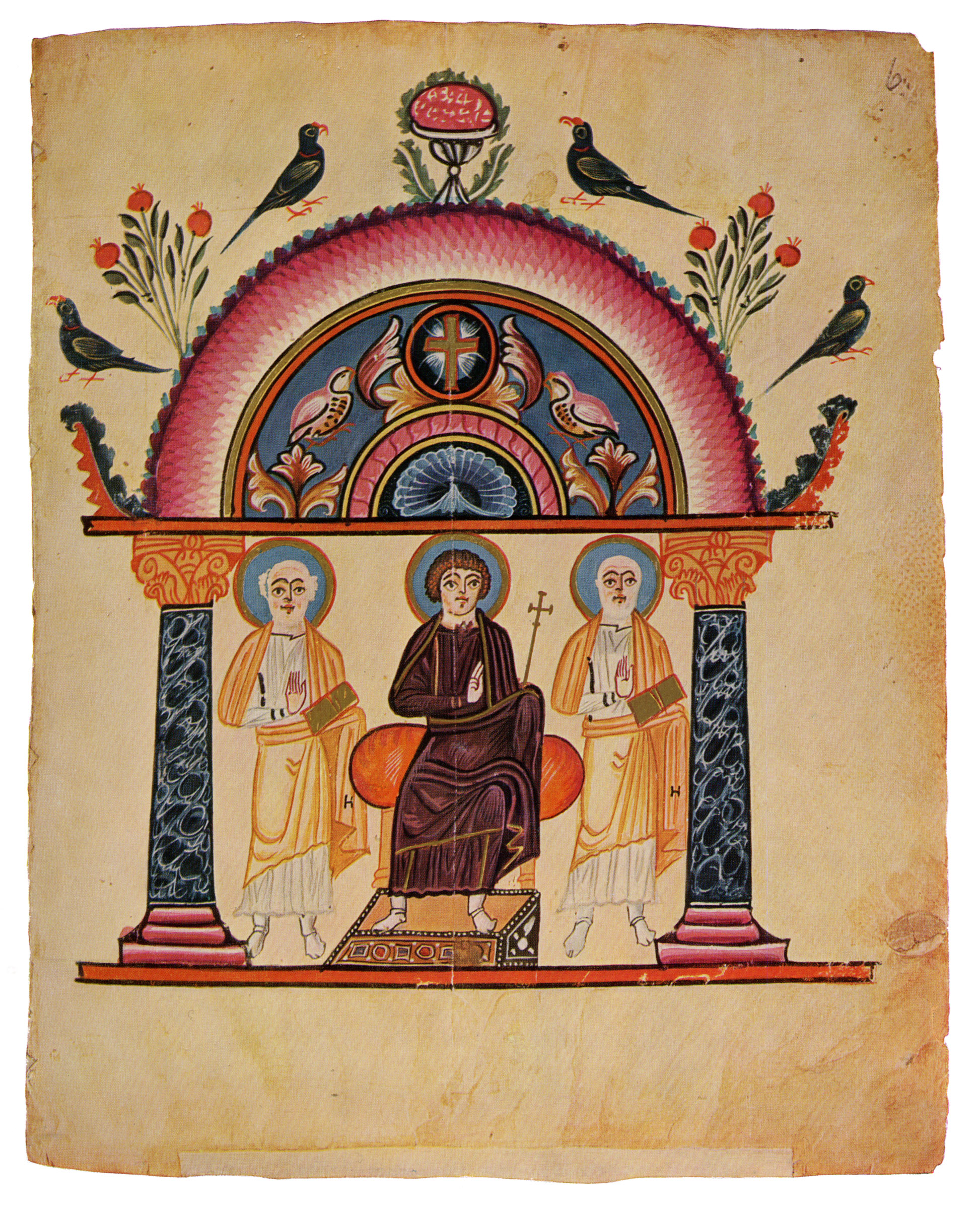
Chrystus na tronie – miniatura z Ewangeliarza Eczmiadzińskiego (989)

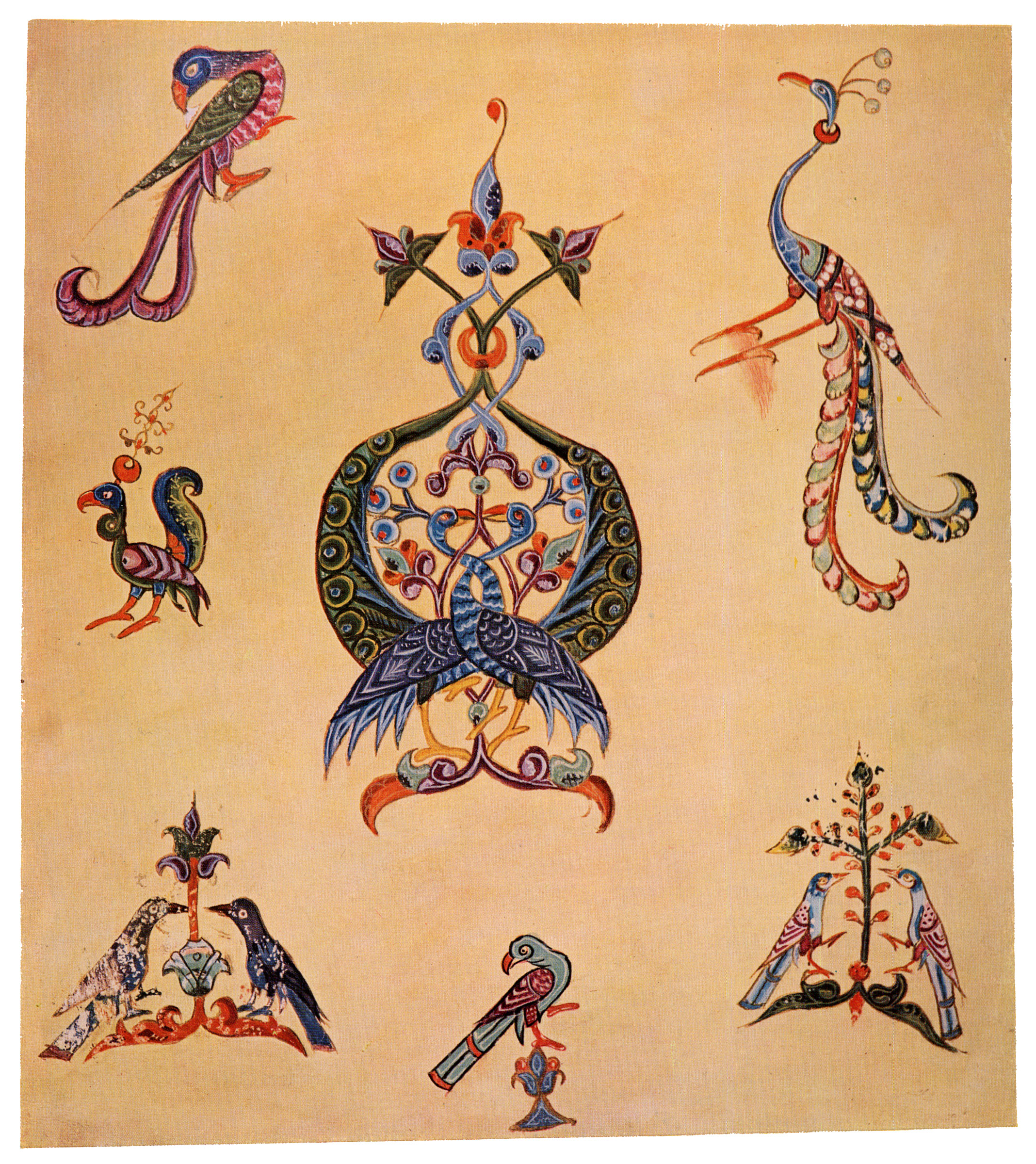
Ornamenty z marginesów zbioru homilii (1204)

Miniatury manuskryptów ormiańskich stanowią ważną część dziedzictwa kulturalnego narodu ormiańskiego. Gdy Armenia w roku 301 przyjmowała chrześcijaństwo – pierwsza w świecie – jako religię państwową, jej historia liczyła już ponad tysiąc lat. Święty Mesrop Masztoc stworzył w roku 406 alfabet ormiański. W klasztorach mnisi mogli przepisywać ewangeliarze i inne święte księgi w ojczystym języku ormiańskim. Pisano na pergaminie, częściej dwustronnie, rzadko jednostronnie. Mnisi-miniaturzyści zdobili księgi iluminacjami. Farby zagęszczano spoiwem z białka jaj kurzych, stosowano zdobienie złotem listkowym. Stylistycznie miniatury zgodne były z wymaganiami ikonografii chrześcijańskiej, wykazywały jednak wpływy miniatur perskich. Oprócz postaci biblijnych ukazywały fantastyczne stworzenia, bogate ornamenty roślinne. Wiele pomysłowości widać w kompozycjach inicjałów, otaczających litery bogatą dekoracją. Stylistycznie wyróżnia się kilka szkół, związanych z klasztorami. Szczyt rozwoju sztuki miniatury ormiańskiej przypada na XIII wiek.
Za najwybitniejszego twórcę miniatury ormiańskiej tego okresu krytycy sztuki uważają Torosa Roslina (ur. 1210-1216, zm. 1270-1288). Zachowało się kilkanaście manuskryptów z sygnaturą Roslina. Jego dzieła charakteryzuje niezwykła precyzja. Na marginesach wokół głównych miniatur rozmieszczał niezwiązane z tematem rysunki fantastycznych roślin i zwierząt. Twarze osób miały wyraziste rysy, wyrażające różne uczucia. Roslin znał twórczość mistrzów miniatury Europy i Bizancjum, ale zachował własny styl.
Malarstwem miniaturowym zajmowali się również artyści diaspory ormiańskiej w Europie i na Bliskim Wschodzie, także we Lwowie.
Podczas częstych najazdów mongolskich, arabskich, potem osmańskich na ziemie Armenii święte księgi ukrywano i chroniono przed zniszczeniem. Największy księgozbiór zgromadzono przez stulecia w Katolikacie Autokefalicznego Kościoła Apostolskiego Armenii w Eczmiadzinie. Wiele rękopisów zgromadzono również w klasztorze mechitarystów na wyspie św. Łazarza w Wenecji i w klasztorze św. Akopa (Jakuba) w Jerozolimie.
Księgozbiór Katolikatu został w roku 1920 skonfiskowany i upaństwowiony. Dopiero w roku 1939 przewieziono go do Erywania, tworząc Instytut Matenadaran (orm. "księgozbiór") nazwany w roku 1962 imieniem twórcy pisma ormiańskiego – Mesropa Masztoca. W latach 1945–1957 zbudowano według projektu architekta Marka Grigoriana budynek Instytutu.
Do naukowego opracowania księgozbioru Matenadaranu przyczyniła się szczególnie historyczka sztuki ze Smoleńska – Lidia Durnowo (1885–1963). Skazana w roku 1934 w Leningradzie jako rzekomy „aktywny członek kontrrewolucyjnej organizacji faszystowskiej” na zesłanie, przedostała się do Armenii i zajęła w latach 1937–1951 m.in. badaniami nad miniaturami rękopisów ormiańskich. Prace naukowe mogła jednak publikować tylko pod pseudonimem.

## Literatura
- Miniatures Arméniennes, Ajastan, Erevan 1969
- David Marshall Lang, Armenia kolebka cywilizacji, Państwowy Instytut Wydawniczy, Warszawa 1975